# Magali Kempen
Magali Kempen, née le 30 novembre 1997 à Herentals, est une joueuse de tennis belge, professionnelle depuis 2013.

## Carrière
Sur le circuit WTA, elle atteint sa première finale en double en 2024 avec sa compatriote Lara Salden au tournoi de Mérida puis remporte son premier titre en février 2025 avec la Tchèque Anna Sisková au tournoi de Cluj,.

## Palmarès

### Titre en double dames
| No | Date       | Nom et lieu du tournoi        | Catégorie | Dotation  | Surface    | Partenaire   | Finalistes                            | Score    |          |
| -- | ---------- | ----------------------------- | --------- | --------- | ---------- | ------------ | ------------------------------------- | -------- | -------- |
| 1  | 03-02-2025 | Transylvania Open Cluj-Napoca | WTA 250   | 275 094 $ | Dur (int.) | Anna Sisková | Jaqueline Cristian Angelica Moratelli | 6-3, 6-1 | Parcours |

### Finale en double dames
| No | Date       | Nom et lieu du tournoi   | Catégorie | Dotation  | Surface    | Vainqueures                          | Partenaire  | Score    |          |
| -- | ---------- | ------------------------ | --------- | --------- | ---------- | ------------------------------------ | ----------- | -------- | -------- |
| 1  | 28-10-2024 | Merida Open Akron Mérida | WTA 250   | 267 082 $ | Dur (ext.) | Quinn Gleason Ingrid Gamarra Martins | Lara Salden | 6-4, 6-4 | Parcours |

### Titre en double en WTA 125
| No | Date       | Nom et lieu du tournoi                                   | Catégorie | Dotation  | Surface      | Partenaire   | Finalistes                        | Score     |          |
| -- | ---------- | -------------------------------------------------------- | --------- | --------- | ------------ | ------------ | --------------------------------- | --------- | -------- |
| 1  | 31-03-2025 | Open Internacional Femeni Solgironès La Bisbal d'Empordà | WTA 125   | 115 000 $ | Terre (ext.) | Anna Sisková | Darja Semeņistaja Nina Stojanović | 7-61, 6-1 | Parcours |

## Parcours en Grand Chelem

### En simple dames
| Année | Open d'Australie | Open d'Australie | Internationaux de France | Internationaux de France | Wimbledon | Wimbledon        | US Open | US Open        |
| ----- | ---------------- | ---------------- | ------------------------ | ------------------------ | --------- | ---------------- | ------- | -------------- |
| 2023  | Q1               | Laura Pigossi    | Q1                       | Mai Hontama              | Q1        | Robin Montgomery | Q1      | Aliona Bolsova |

N.B. : à droite du résultat se trouve le nom de l'ultime adversaire.

### En double dames
| Année | Open d'Australie | Open d'Australie | Internationaux de France | Internationaux de France | Wimbledon | Wimbledon | US Open \|- | US Open \|- | 2025 | — | — | — | — | 1er tour (1/32) J. Cristian \|\| style="text-align:left;" \| T. Babos L. Stefani |  |  |

N.B. : le nom de la partenaire se trouve sous le résultat ; les noms des ultimes adversaires se trouvent à droite.

## Classements WTA en fin de saison
| Année          | 2012 | 2013 | 2014 | 2015 | 2016 | 2017 | 2018 | 2019 | 2020 | 2021 | 2022 | 2023 | 2024 |
| Rang en simple | –    | –    | 1065 | 634  | 785  | 460  | 922  | 407  | 421  | 458  | 239  | 294  | 415  |
| Rang en double | 748  | 522  | 473  | 676  | 792  | 479  | –    | 528  | 513  | 369  | 283  | 267  | 140  |

Source : (en) Classements de Magali Kempen sur le site officiel de la Fédération internationale de tennis